# Гонконг на летних Олимпийских играх 1996
Гонконг принимал участие в Летних Олимпийских играх 1996 года в Атланте (США) в одиннадцатый раз за свою историю, и завоевал одну золотую медаль. Сборную страны представляли 9 женщин. Это первая золотая олимпийская медаль сборной Гонконга.

## 01!Золото
- Парусный спорт, женщины — Лэй Лаисань (Ли Лишань).

## Результаты соревнований

### Академическая гребля
В следующий раунд из каждого заезда проходили несколько лучших экипажей (в зависимости от дисциплины). В финал A выходили 6 сильнейших экипажей, остальные разыгрывали места в утешительных финалах B-D.
Мужчины
| Соревнование | Спортсмены | Предварительный заезд | Предварительный заезд | Предварительный заезд | Отборочный заезд | Отборочный заезд | Отборочный заезд | Полуфинал     | Полуфинал     | Полуфинал     | Финал   | Финал   | Итоговое место |
| Соревнование | Спортсмены | Заезд                 | Время                 | Место                 | Заезд            | Время            | Место            | Заезд         | Время         | Место         | Время   | Место   | Итоговое место |
| ------------ | ---------- | --------------------- | --------------------- | --------------------- | ---------------- | ---------------- | ---------------- | ------------- | ------------- | ------------- | ------- | ------- | -------------- |
| одиночки     | Майкл Цзэ  | 2                     | 8:11,51               | 5                     | 3                | 8:31,41          | 4                | Полуфинал C/D | Полуфинал C/D | Полуфинал C/D | Финал D | Финал D | 21             |
| одиночки     | Майкл Цзэ  | 2                     | 8:11,51               | 5                     | 3                | 8:31,41          | 4                | 1             | 7:51,15       | 5             | 8:06,43 | 3       | 21             |